# Дюрюи, Жорж
Жорж Дюрюи (фр. Georges Duruy; 11 марта 1853, Париж — 23 марта 1918, там же) — французский историк и писатель.

## Биография
Родился в семье французского историка, будущего министра народного образования Франции Жана-Виктора Дюрюи. В 1872 году Дюрюи оканчивает Высшую Педагогическую школу. С 1892 по 1912 год работает профессором литературы и истории в Политехнической школе. В этот период он публикует много исторических книг и романов, а также театральные пьесы.
Жорж Дюрюи был отстранён от должности профессора на некоторое время после публикации в газете «Le Figaro» в апреле 1899 года статьи под названием «Для правосудия и армии». В деле Дрейфуса Дюрюи выступал последовательным дрейфусаром.
Был женат на Амели, дочери историка и археолога Ахилла Жюбиналя.
В 1910 году Дюрюи становится кавалером Ордена Почетного Легиона.

## Дюрюи в России
- Парии. Рассказ Жоржа Дюрюи. Перевод Веры Митрофановны Ремезовой[5] // журнал «Русская Мысль», кн. XII, 1888;
- В погоню за прошлым. Рассказ Жоржа Дюрюи. Перевод Веры Митрофановны Ремезовой[5] // журнал «Русская Мысль», кн. II, 1889;
- Прощай, мечты!. Роман. // журнал «Северный Вестник» №№ 1-4, 1890.